# William Douglas Francis
William Douglas Francis ( 6 de marzo de 1889 - 2 de enero de 1959 ) fue un notable botánico australiano . Era aborigen de Bega, Nueva Gales del Sur, y a los 17 se muda con su padre Alfred, y su hermano Frederick, desde Wollongong, Nueva Gales del Sur, donde asistió a la "Escuela Superior Pública Wollongong", a Kin Kin, Queensland. Fue allí donde fue capaz de satisfacer su interés en la historia natural, mientras ayudaba a su padre y su hermano en la finca.
En 1919, fue Botánico Asistente Gubernamental en el Queensland Herbarium. Y en 1950 fue "botánico gubernamental", y director del herbario hasta 1954, donde se retira, y fallecería cinco años más tarde. Contribuyó enormemente a la clasificación e identificación de especies australianas selváticas; y probablemente muy recordado por su texto Australian Rainforest Trees, con 1ª publicación de 1929, y desde entonces pasó por numerosas reimpresiones.

## Otras publicaciones
- 1939. Field notes on some rain forests and rain-forest trees of tropical Queensland. N.º 60 de Pamphlet (Queensland. Division of Plant Industry). 30 pp.

- 1936. The magnetic interpretation of life based upon experimental evidence. 14 pp.

- 1935. Iron as the original basis of protoplasm: the generation of life in space and time. 21 pp.

- 1933. The origin, classification and organic relationships of the protein produced by inorganic ferruginous material. 15 pp.

- frederick manson Bailey, john f. Bailey, william douglas Francis, cyril tenison White. 1890. Contributions to the Queensland flora. Botany bulletin (Queensland. Dept. of Agr.) N.º 1. 43 pp.

## Honores
Un arboretum establecido en Kin Kin, en los 1990s está dedicado a su memoria.